# Karawanken
Karawanken (slovensk: Karavanke) er en bjergkæde i de Sydlige Kalkalper i Alperne på grænsen mellem Østrig og Slovenien. Karawanken udgør den østlige forlængelse af de Karniske Alper, og med en samlet længde på ca. 120 km. er det Europas længste sammenhængene bjergkæde. På den østrigske side af grænsen ligger Karawanken i forbundslandet Kärnten og på den slovenske side ligger bjergkæden i regionen Gorenjska. Mod nord er Karawanken afgrænset af Drau-floden og mod syd af Sava-floden. Bjergkæden varierer i bredden mellem 20 til 40 kilometer.
Oprindelig udgjorde Karawanken en kulturel skillelinie mellem den romerske og keltiske kultur  . Navnet Karawanken menes at stamme fra symbolet på den keltiske gud Cernunnos, dyrenes hersker, i form af en hjort, der på keltisk hed Karwo.  I dag udgør bjergkæden en kulturel skillelinie mellem den germanske, den romanske og den slaviske kultur.
Vigtige overgange over bjergkæden er:
- Wurzenpass: 1.071 m
- Loiblpass: 1.367 m
- Seebergsattel: 1.215 m
- Karawankentunnel (jernbane): 7.976 m
- Karawankentunnel (motorvej): 8.019 m

De vigtigste bjergtoppe i Karawanken er:
- Hochstuhl / Veliki Stol: 2.236 m
- Mittagskogel / Kepa: 2.143
- Koschutnikturm / Košutnik: 2.138 m
- Petzen / Peca: 2.113 m
- Dreiländereck / Peč: 1.508 m

## Ekstern henvisning
- Wikimedia Commons har flere filer relateret til Karawanken

46°24′N 14°24′Ø / 46.4°N 14.4°Ø